# 琉球漆器

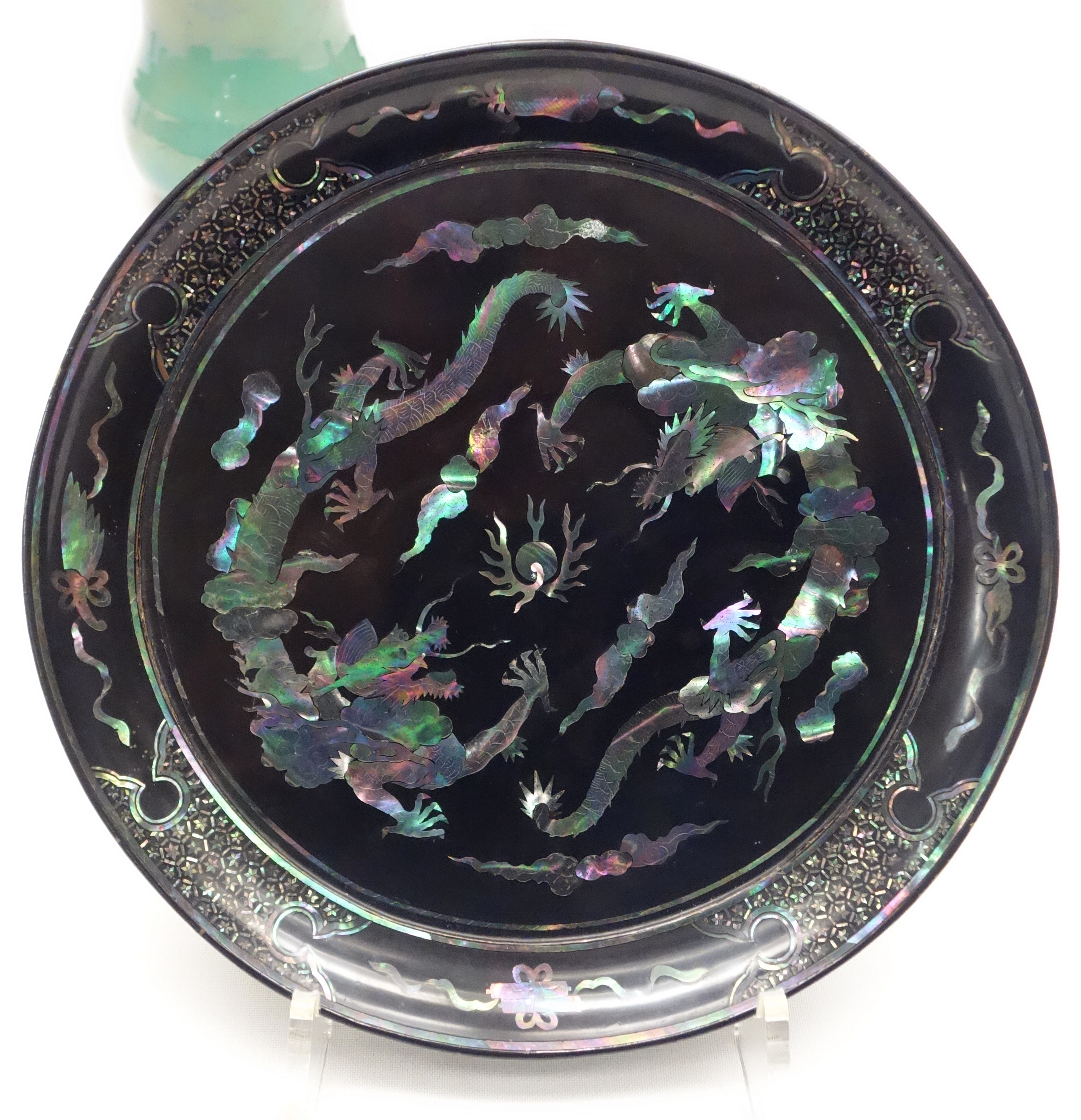
黒漆雲竜螺鈿盆　18世紀から19世紀作

琉球漆器（りゅうきゅうしっき）は、沖縄県に伝わる伝統工芸品の一つである。
1974年に沖縄県指定伝統工芸品、1986年に経済産業大臣指定伝統的工芸品となった。

## 特徴

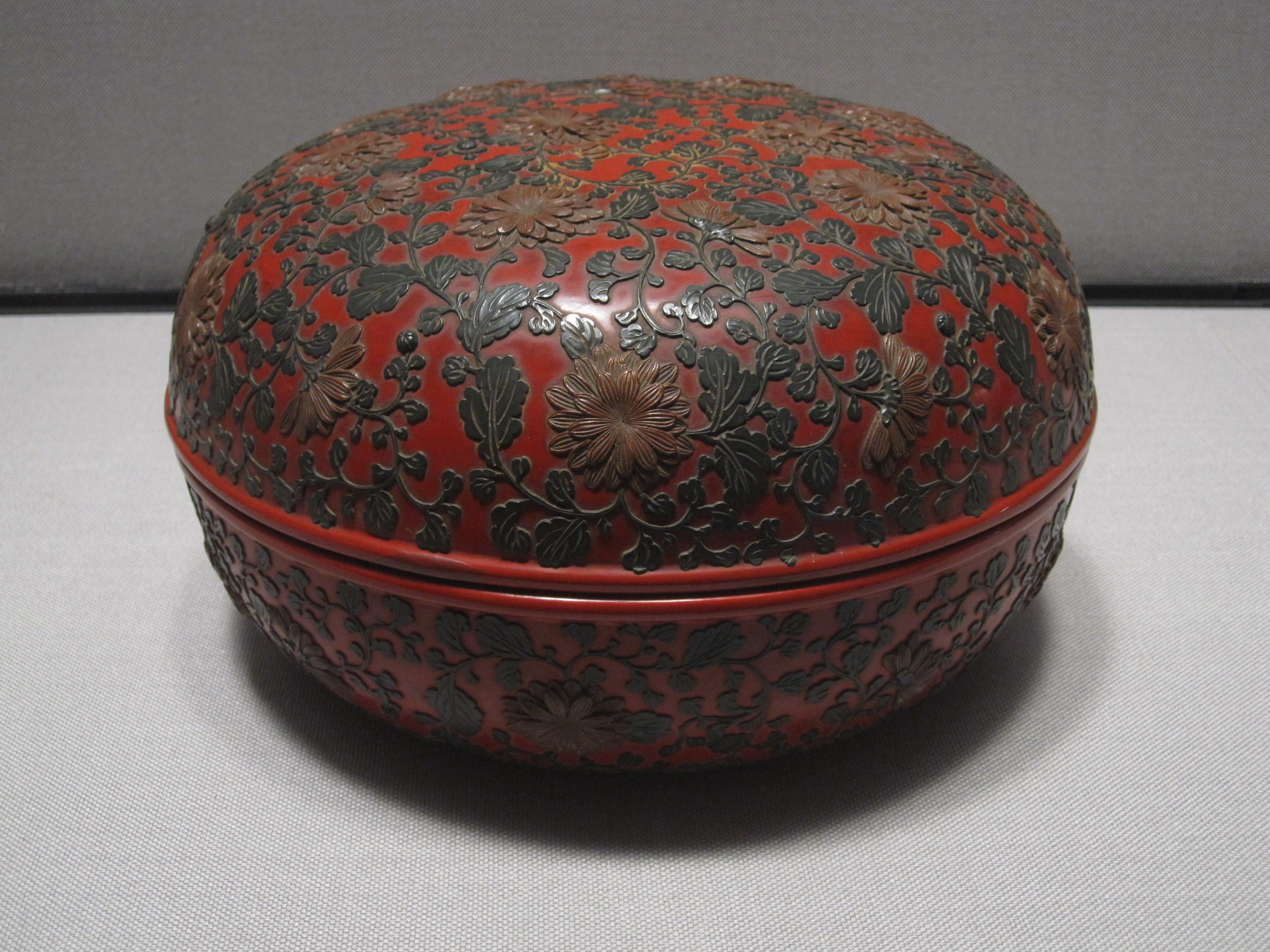
菊堆錦食籠、19世紀・第二尚氏時代の作。東京国立博物館所蔵。

琉球国時代の木地は、針葉樹製が多いと考えられている。王国時代の広葉樹製木地については、透過X線による調査と文献において確認されているが、塗り込められて木地が見えなくなってしまう漆器の特性上、樹種の同定は現状困難である。近代以降の木地にはデイゴ、エゴノキ、センダン、ガジュマルなどが使われる。この地特有の湿気に富んだ気候のため、日本の他の産地と違い、乾燥の際に部屋の湿気と温度を上げる必要がない。
琉球及びその地域は日本列島、中国大陸、東南アジアに囲まれ、時代を通じて多分に文化的影響を受けてきた。それは同時に当地の漆器に深く寄与することになった。比嘉乗昌が起案した堆錦は当地漆工の加飾では80％を占めており、日本においてその独自性を高めている。沈金や螺鈿もよく利用される。他に用いられる技術には呂色塗、春慶塗などがあり、加飾において蒔絵、箔絵、密陀絵などがある。漆器の縁にされる鋸歯文の装飾は近世にみられる。また、線状の枠で縁取りをする絵画的表現も当地の漆器によくみられる。

## 歴史

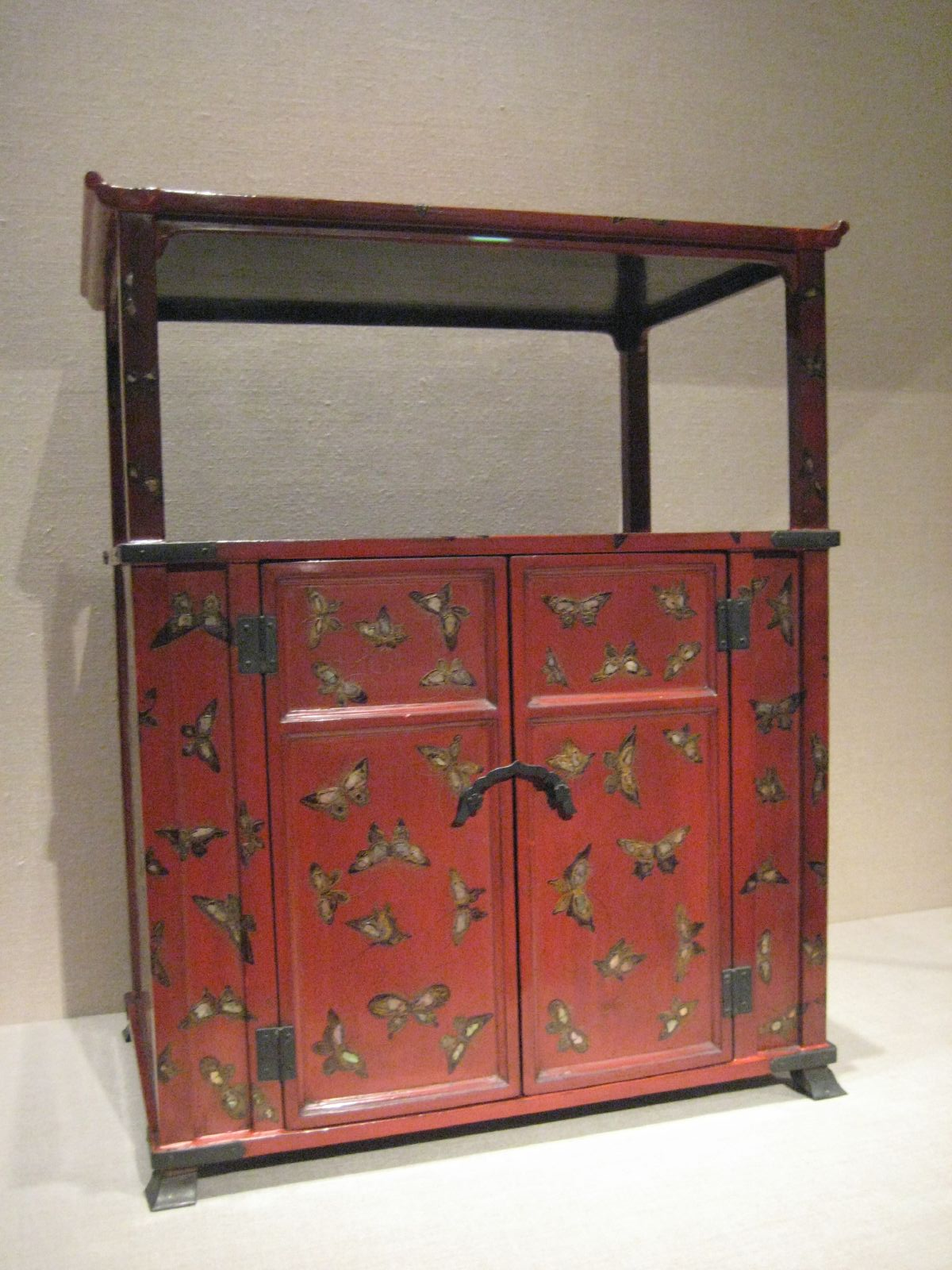
蝶の描かれた螺鈿飾り箪笥　18世紀

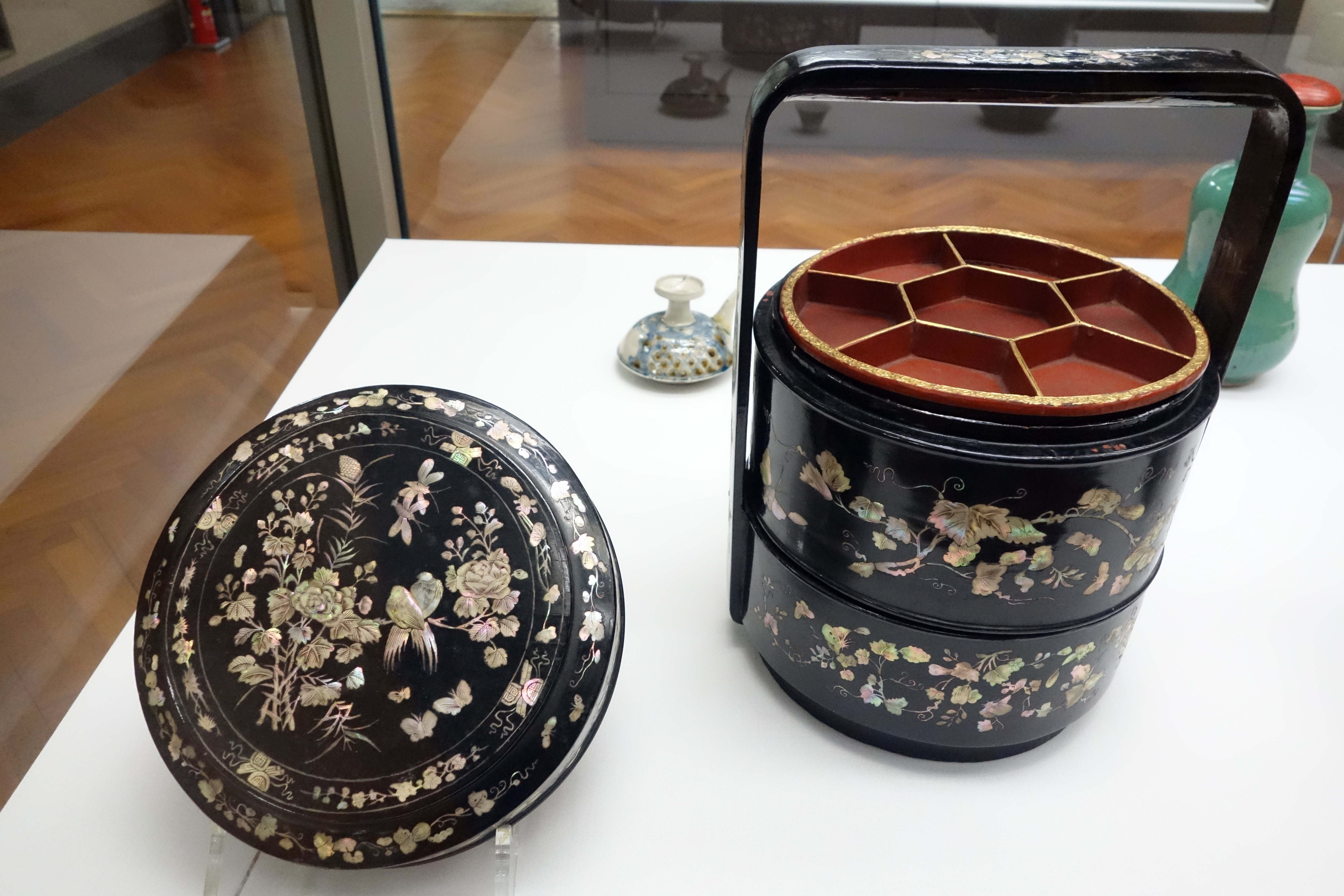
螺鈿が施された重箱　18世紀　東京国立博物館蔵

### 近代以前
15世紀、ポルトガルの外交官であるトメ・ピレス（en）が書いた「東方諸国記」には、沈金を用いた漆手筥（はこ）が記されていることからこの頃には生産されていたとされる。また、1500年頃に作られたとされる丸櫃が久米島、伊是名村、奄美諸島にそれぞれ伝えられている。
琉球王府の記した『歴代宝案』には周辺諸国との外交記録が収録されていて、そこに進貢品として漆工品が記載されている。琉球が中継貿易国であったこともあり、それら漆器すべてが琉球で作られたとは言い難いが、琉球独特の紅漆や螺鈿の漆工から推察すると尚巴志王の時代、すなわち、1400年代から漆器または漆工が存在したと同書から考えられる。首里王府の下、中国に対しては朝貢として、また日本、朝鮮、シャム王国、マラッカとの交流で琉球漆器が贈られていた。
1609年に当地が薩摩藩の侵攻を受けてその支配下に置かれた。山林の整備などが挙げられる改革が進むと、貿易国として成り立ってきた琉球、中山王府は海外発展策から国内振興策へ産業変換する。
貝摺奉行所 (かいずりぶぎょうしょ) は琉球王家直轄で王府への献上品、外交用の贈呈品を製作する職人を監督する場所であるが、「琉球国由来記」には17世紀に貝摺奉行所の強化がされ、中国、薩摩から技術導入が図られたとある。
また『喜舎場永珣旧蔵史料』 にふくまれる『参遣状』にウルシノキの栽培、漆の採取について康煕25年 (1686年) から記述があり、この時期には漆器は素材の栽培過程から生産まで王府の政策として体制が確立していたとみられる。
1800年代には貝摺奉行所管轄の下、堆朱、堆錦などの技法で彩られた漆器は国内外に流通していた。

### 近代以降
明治になると貝摺奉行所は廃止され民間で作られることになった。一般人向けの漆器製作に切り替えられ、那覇市の若狭町を中心に、明治期には盆、膳、椀、硯箱が作られ、1902年時点では227人の漆工職人がいた。1941年には台湾進出が企画されたり、1933年から15年計画でウルシの苗を植える事業があったが戦時体制の影響で破綻した。
第二次世界大戦で壊滅的打撃があった後は駐留軍向けに土産物として作られ再興、1977年に琉球漆器事業協同組合が設立。一人当たりの生産額は1993年をピークに減少、1999年頃までは100人以上の職人がいたが近年は減少傾向である。